# Тінкер
Тінкер або Циганська упряжна (Ірландський коб, циганський коб, ірландська робоча) — порода коней, що сформувалася в Ірландії. Назва тінкер популярна для цієї породи в Німеччині та Голландії, але в Ірландії, на батьківщині цих коней, воно вважається образливою, оскільки "тінкер" — це зневажлива назва циган. Доречніше називати їх ірландськими кобами або упряжними. Вважається, що у їхніх жилах тече кров представників ірландських, шотландських та англійських порід. Довгий час через велику генетичну «суміш» дану породу офіційно не визнавали.

## Характеристика породи

### Проміри
Тінкер — кінь середнього зросту. В середньому їх висота варіюється від 135 до 160 см. Тварин зростом 155 см прийнято називати «ґрандами», від 142 до 155 см — «класік», а нижче — «міні». Голова коня масивна та груба, а також він має борідку і горбатий профіль.  Шия коротка та сильна, а плечі потужні. Спина пряма і досить коротка, а ноги та копита — сильні і міцні.

### Масть
Масті найрізноманітніші, найчастіше поєднання рябої з будь-якою можливою базовою мастю (гнідою, вороною, рудою), іноді зустрічаються ірисові, сірі, чубарі, чалі, кремові (солові, булані, ізабелові), саврасі та перлинні представники.

Коні ірландської упряжної породи різних мастей
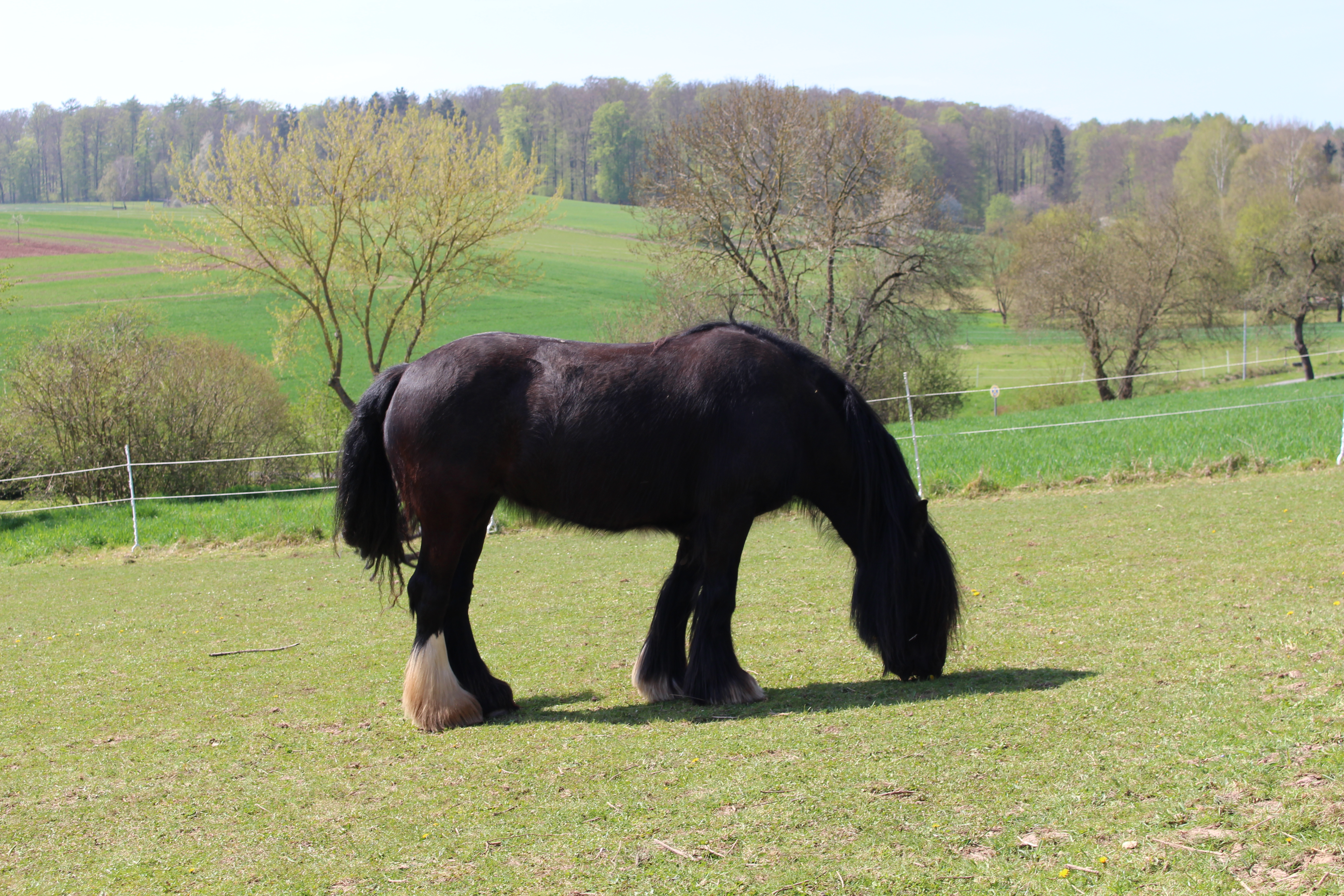
Вороної масті
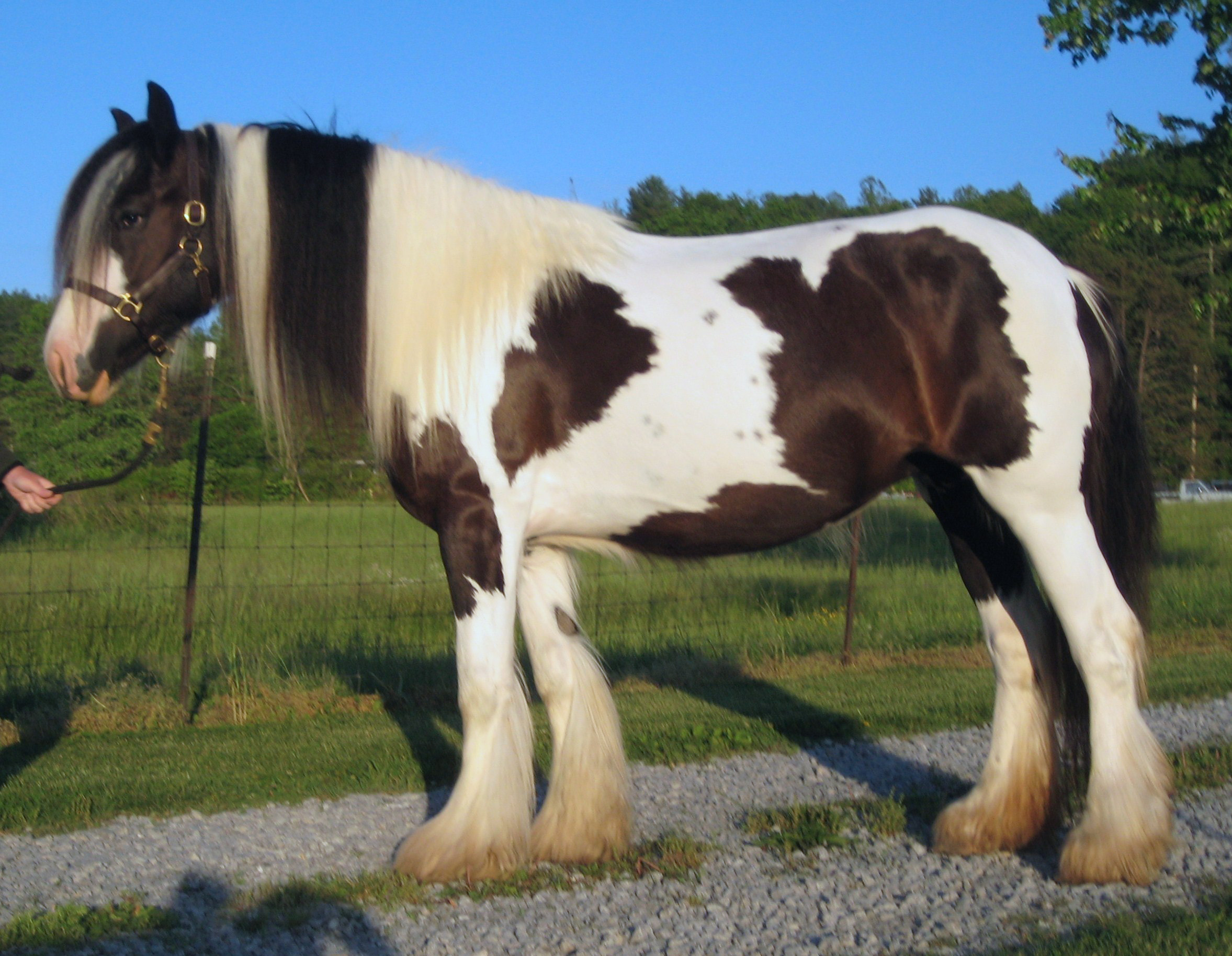
Вороно-рябої масті
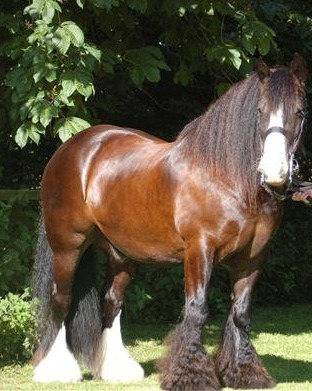
Гнідої масті
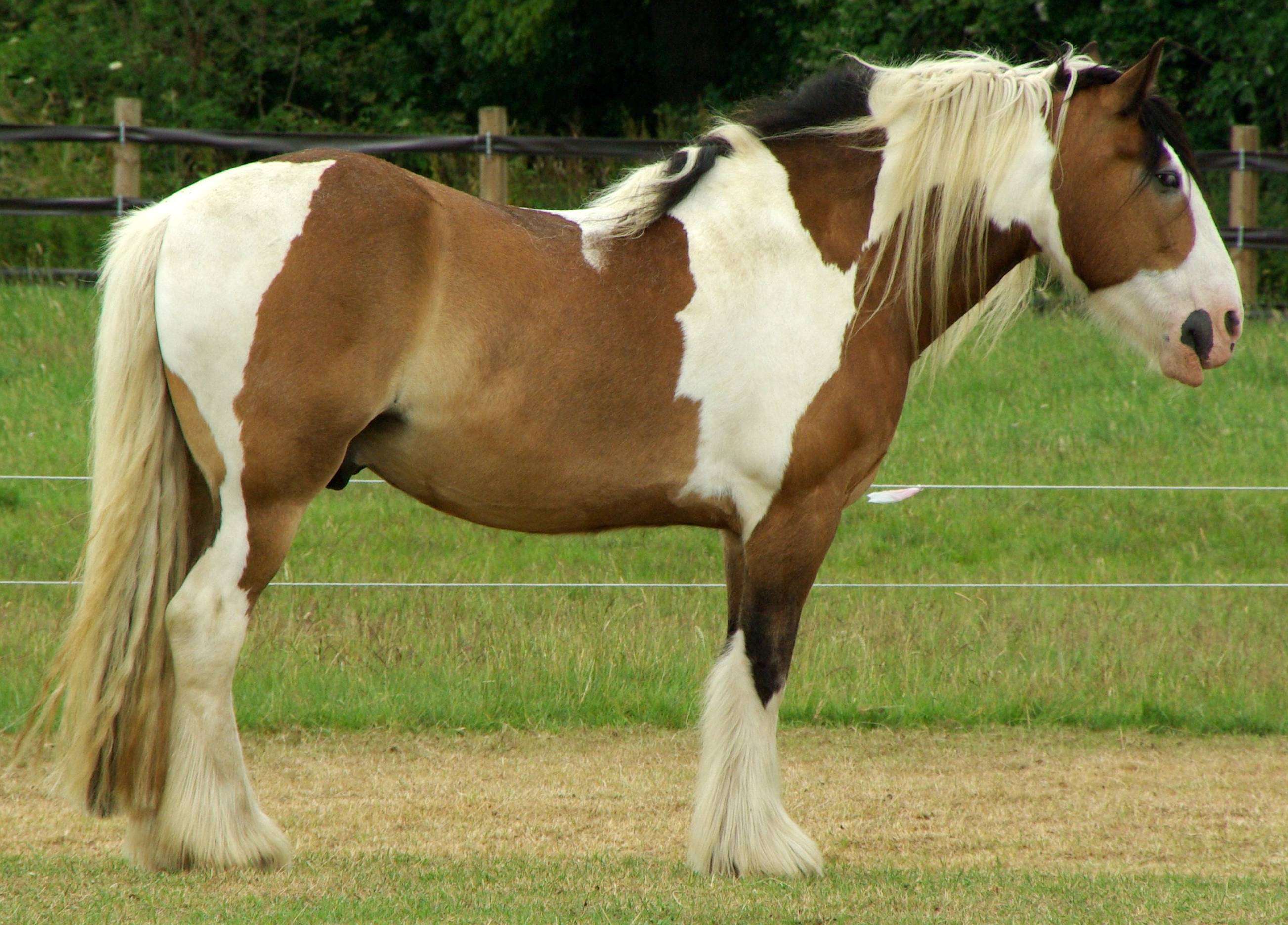
Гнідо-рябої масті
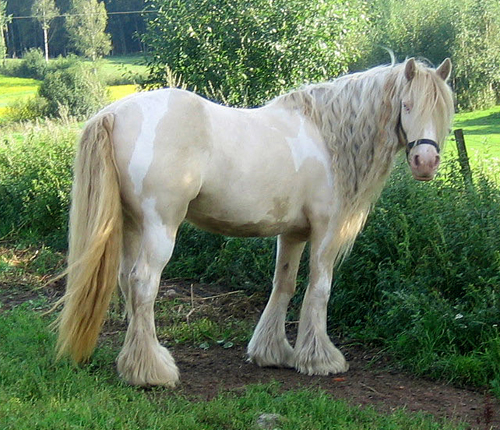
Ізабелово-рябої масті
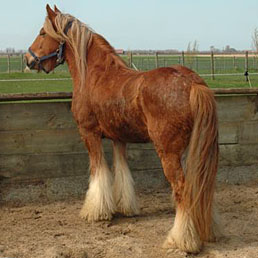
Рудої масті
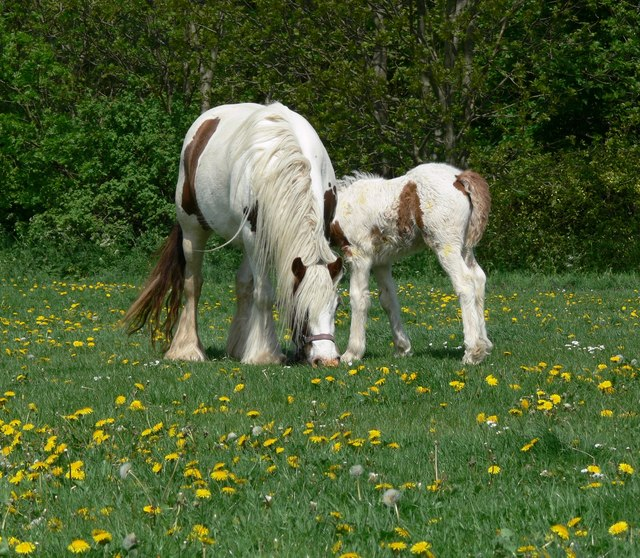
Рудо-рябої масті
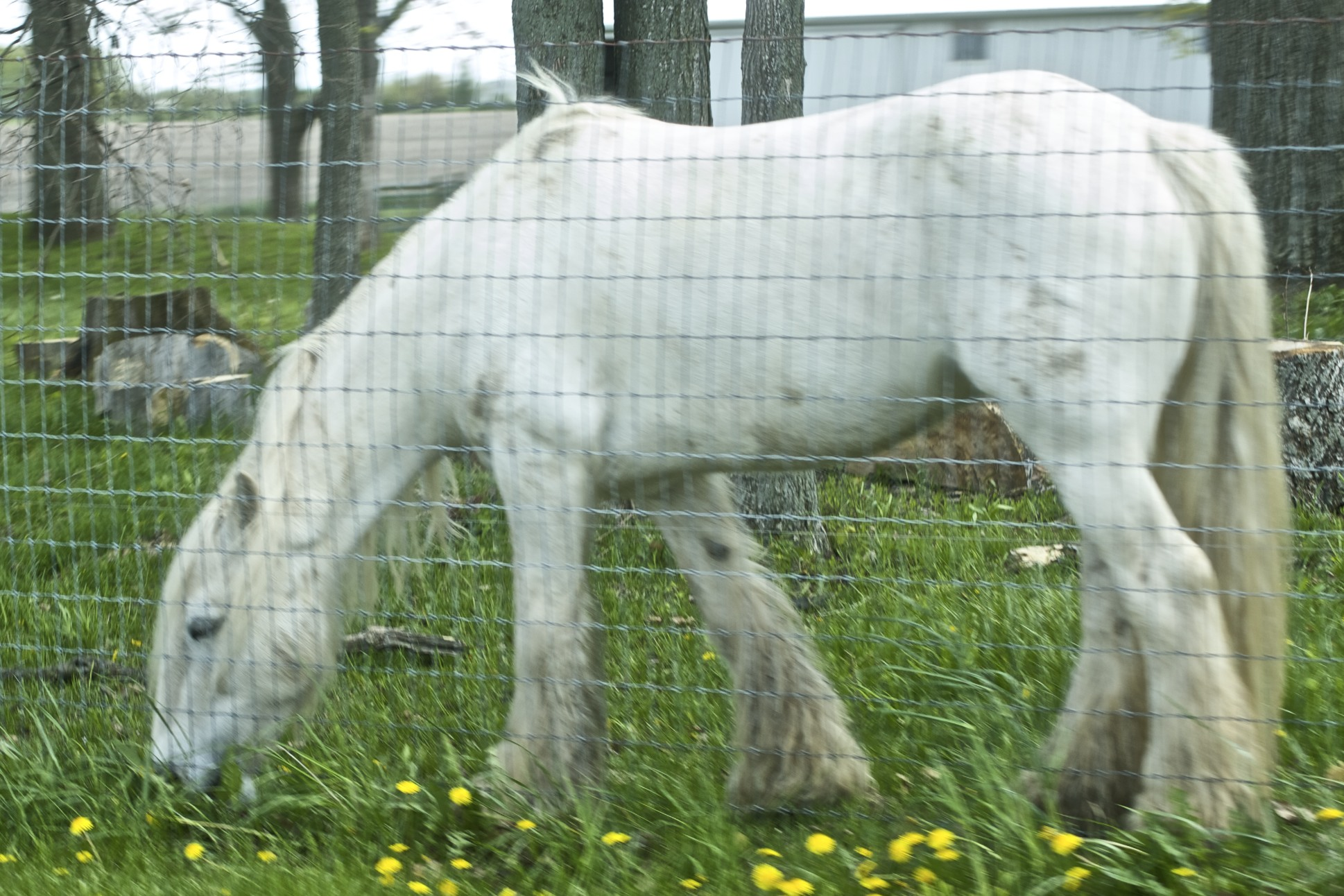
Сірої масті
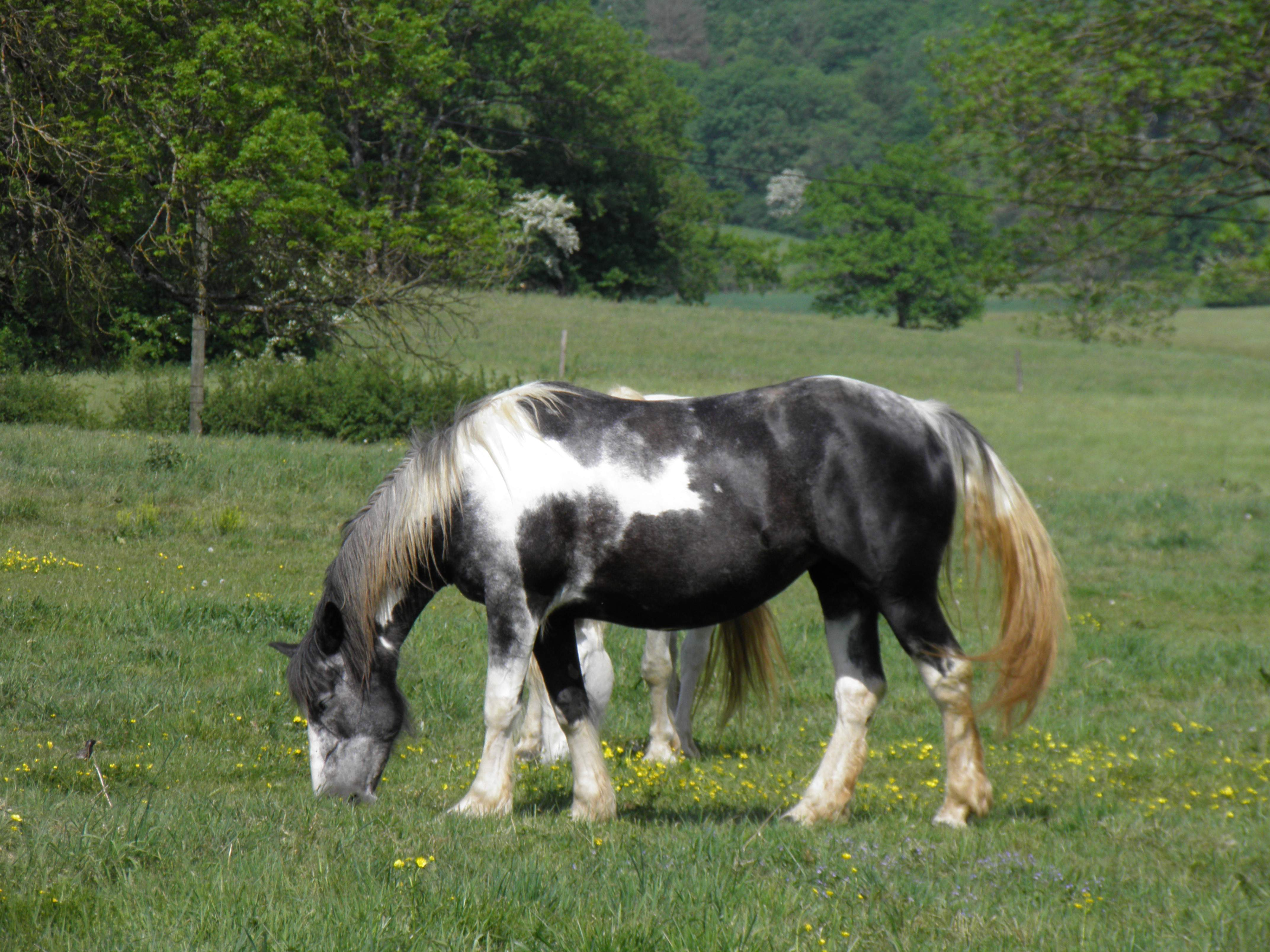
Сіро-рябої масті
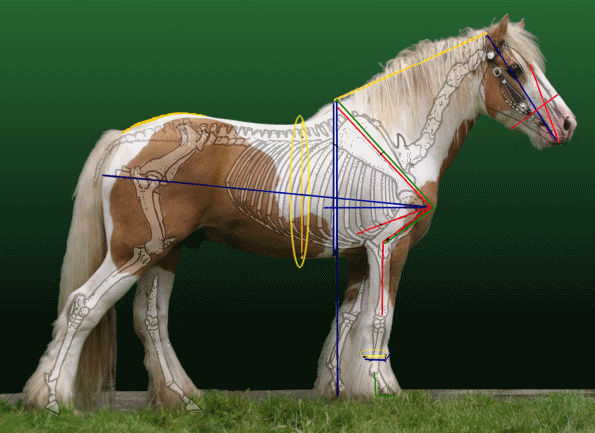
Солово-рябої масті з промірними позначками

### Особливості

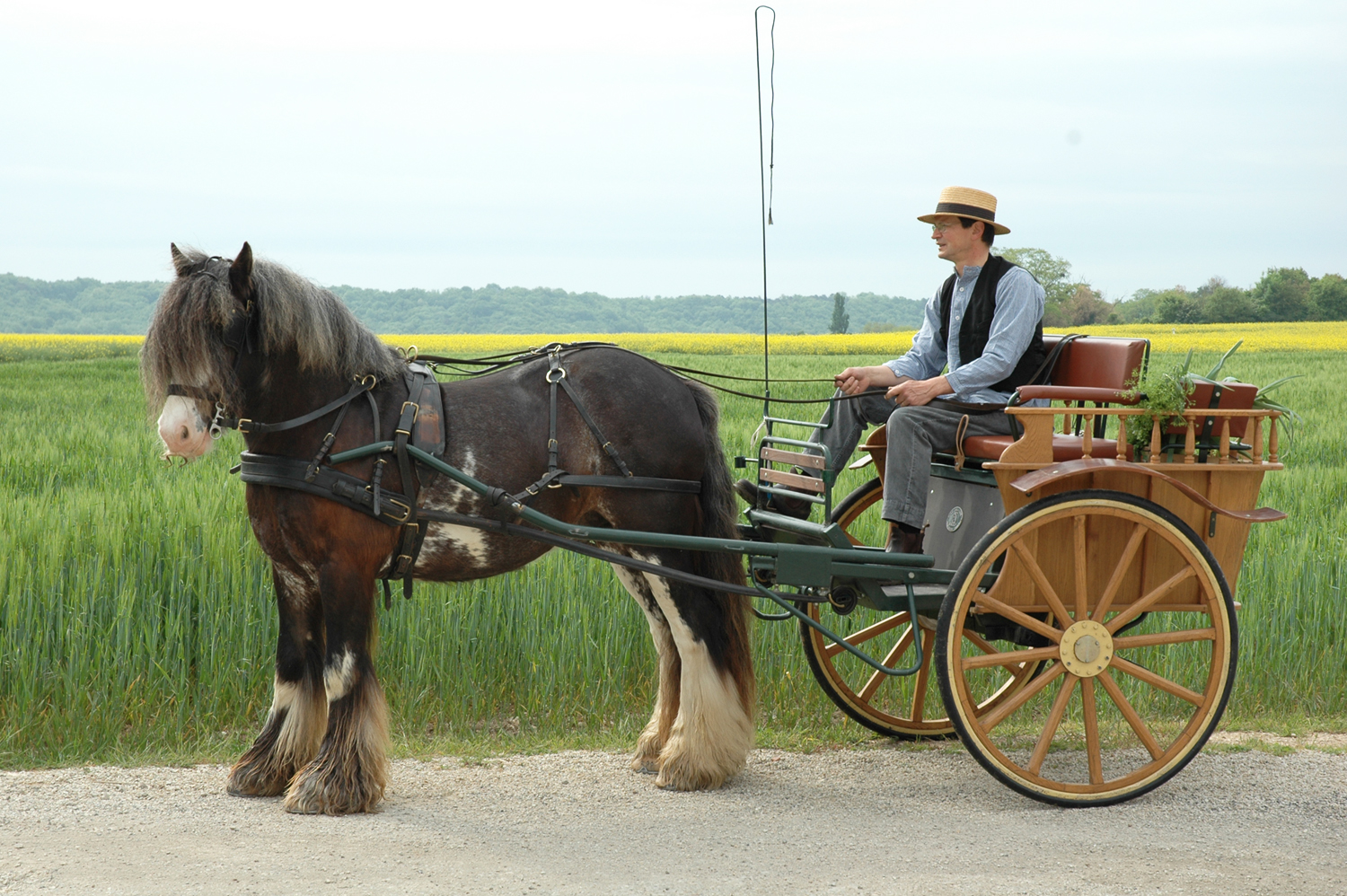
Основна сфера застосування тінкера

У цієї породи найгустіший покрив волосся серед інших порід: пишні грива, що часто спадає на обидва боки шиї, довгий чуб, яскраво виражені фризи на ногах і багатий на волосся хвіст.  Густі фризи на копитах починаються від скакальних і зап'ястних суглобів і закривають майже все копито, тому вважається, що тим самим вони захищають ноги тінкера в негоду.
Ірландські коби мають сильні відмінності всередині породи за розмірами і вагою. Зростання в загривку коливається від 135 до 160 см , а маса від 240 до 700 кг. Через це породу вважають універсальним типом коней, успішним в багатьох напрямках використання. Вони мають дуже зручну та м'яку ходу. Тому тінкер — це хороший кінь для початківця-вершника. Він спокійний, а часто навіть занадто, тому розворушити його важкувато.
Також кобил циганського коба використовують як годувальниць для лошат чистокровної верхової породи. Кобили Тінкер мають багато молока, крім того, постійне знаходження лоша біля мами зі спокійним характером добре відображається і на характері самого лоша, адже темперамент чистокровних верхових не відзначається спокоєм та добродушністю.
Варто зазначити, що на основні характеристики породи вплинув кочовий спосіб життя циган і їх потреба в запряжних конях. Завдяки цьому, вважається, що ірландські коні мають міцне здоров'я, сильний імунітет, а також є досить витривалими.  "У хорошого циганського коба голова повинна бути, як в уельського коба, а  рухливість, як у хакне" — свідчить стандарт породи. Проте, незважаючи на хороше здоров'я, у деяких ірландських упряжних коней зустрічається такий порок, як «коров'ячий постав» задніх ніг, що є приводом для виключення з породного реєстру.

## Історія

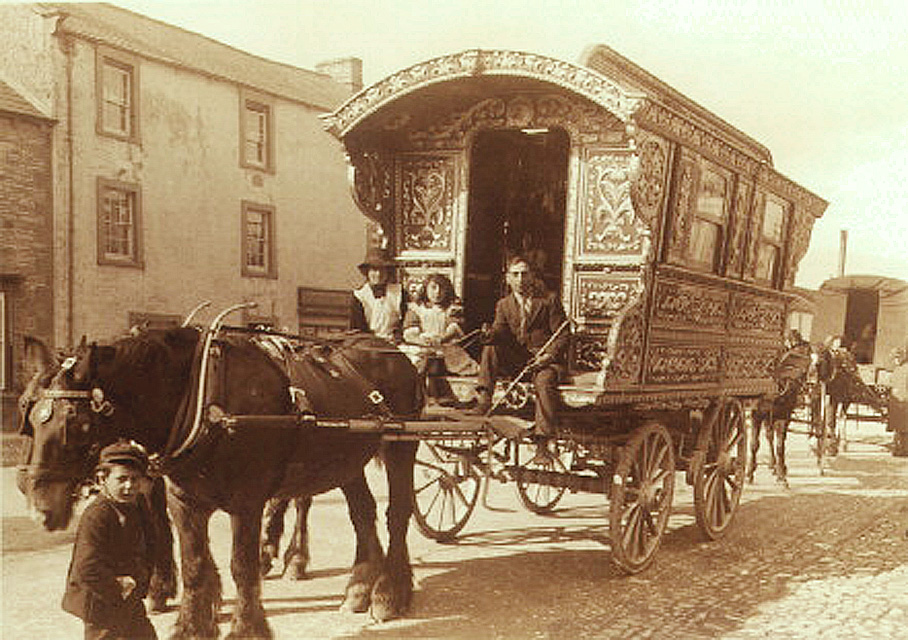
Ірландський упряжний кінь в історії

Офіційним розведенням цієї породи почали займатися відносно нещодавно, починаючи з 1996 року, коли було вперше зареєстровано лоша на ім'я Кушті Бок. Проте порода сформувалась ще на початку минулого століття, і дотепер зберегла свої характерні риси. 
Дані щодо історії розселення циган по світу, особливо в ранні періоди історії доволі сплутані, через те, що кочове життя не передбачає збереження історичних артефактів. Відомо, що цигани зі своїми кіньми дісталися до Британських островів на початку XV століття ( 1430 од ). Але тут вони зустрілися з іншими субкультурами, яких в цих місцях називали «тінкер» - які займалися обробкою металів. Більш нічого про них невідомо. Цілком можливо, що це ті ж цигани , тільки прийшли на британські острови набагато раніше, ніж це відомо в історії. Протягом багатьох років цигани і тінкери ворогували, але з часом обидва народи поріднилися і назва «Тінкер» стала загальною.